# مارك فاستر غيج
مارك فاستر غيج (من مواليد 22 نوفمبر 1973) هو مصمم أمريكي وباحث نظري ومنظر ومؤسس شركة Mark Foster Gage Architects في مدينة نيويورك. وهو أستاذ مشارك ومساعد عميد سابق، من 2010 إلى 2019، في كلية الهندسة المعمارية بجامعة ييل حيث كان عضوًا في هيئة التدريس منذ عام 2001. خبرته الأكاديمية في مجال الفلسفة الجمالية.